# 桃江トウコ
桃江 トウコ（ももえ トウコ、11月23日 - ）は、日本の女性声優、女優、モデル。愛知県出身。

## 人物
趣味はピアノ弾き語り、空手。
2024年9月1日、8月31日をもってプランダスを退所したことを自身のSNSで報告した。

## 出演

### テレビドラマ
- 婚外恋愛に似たもの（2018年、石田店長）

### テレビアニメ
- ブラッククローバー（2018年 - 2019年、魔女、サラード、デビル・ビリーバー）
- この音とまれ!（2019年、親戚 他）
- 怪病医ラムネ（2021年、レネット）
- 私の推しは悪役令嬢。（2023年、試験官）

### 吹き替え

#### 映画
- 愛と哀しみの旅路（ジョイス・カワムラ〈ナオミ・ナカノ〉）※Disney+版
- ある日どこかで ※BSテレ東版
- ウィンチェスターハウス アメリカで最も呪われた屋敷（ヘンリー・マリオット〈フィン・シクルーナ＝オプレイ〉）
- オーバーロードZ（ヴェロニカ）
- ガルヴェストン（デラ）
- カンダハル 突破せよ（ルナ〈ニーナ・トゥーサント＝ホワイト〉[3]）
- 殺し屋（マリーナ）
- サリュート7（ナターシャ）
- ジェイソン・ボーン（キャスター1[4]）※BSテレ東版
- シンプル・フェイバー（ステイシー〈ケリー・マコーマック〉）
- スクリーム (2022)
- 7 WISH/セブン・ウィッシュ（ジョアンナ、ローラ）
- ノック 終末の訪問者（女性キャスター3[5]）
- ハイ・フィデリティ（ケヴィン・バニスター）
- 運び屋（黒髪女2[6]）※BSテレ東版
- バニシング（メアリー）
- パピヨン（ネネット〈イヴ・ヒューソン〉[7]）
- ブロークン・ハート・ギャラリー（クロエ〈スキ・ウォーターハウス〉）
- 目撃者 闇の中の瞳
- ラストナイト・イン・ソーホー（ララ〈ジェシー・メイ・リー〉[8]）
- ワイルドリング 変身する少女（看護師）

#### ドラマ
- イエローストーン（クリスティーナ〈キャサリン・カニンガム〉、ミア）
- Lの世界 ジェネレーションQ（レベッカ）
- エレメンタリー ホームズ&ワトソン in NY（リビー）
- クイーン・オブ・ザ・サウス 〜女王への階段〜 シーズン2（エウヘニア）
- グッド・ドクター 名医の条件（パティ）
- 刑事モース〜オックスフォード事件簿〜（オリーヴ、カレン・カービー）
- 殺人犯の視聴率（ジャイザ）
- ザ・ルーキー 40歳の新米ポリス!?（レイ）
- ジュラシック・ワールド/サバイバル・キャンプ（ジュラシック・ワン）
- スイート・マグノリアス
- デイ・アフターZ シーズン2・3（リトビノワ）
- トランスペアレント シーズン4
- ナイト・エージェント(チェルシー・アリントン<フォーラ・E＝アキンボラ>)
- 何様なのよ?（チア部員）
- フィアー・ザ・ウォーキング・デッド シーズン3（トゥーミー）
- 未来の大統領の日記（ヴァネッサ）
- ロック&キー（ゼイディー・ウェルズ）

#### アニメ
- おっはよー!アンクル・グランパ（ジェロルドのママ）
- トゥカ&バーティー（人事女 他）

### ボイスオーバー
- 天才の頭の中 ビル・ゲイツを解説する（リビー・マクフィー）

### ナレーション
- アクア生命保険「社内教育用VP」
- 男はつらいよ 50周年記念「寅さんと50年」
- 東京大学 COI「自分で守る健康社会」
- 日本コープ共済生活協同組合連合会
  - 「エココープ」
  - 「おかやまコープ」
- PSTマーケティング「声だより」
- フリュー「GYZA」
- FUJITSU「FEELythm」

### 舞台
- あお天井一座「Life Of Savings Bank」
- からふる激炭酸
  - 「俺の屍を超えていけ」
  - 「コクハクチ」
  - 「バンク・バン・レッスン」
- 劇団トマト座 ミュージカル
  - 「オズの魔法使い」
  - 「ピノッキオの冒険」
  - 「冒険!西遊記」
- Theater Performance
  - Unit ヒトカケ 「ZERO-2011-」
  - Unit Siren「Sand Glass-時計と鏡-」
- 名古屋市文化振興事業団 オペレッタ「こうもり」
- ミュージカル座 ミュージカル
  - 「赤ひげ」
  - コメディ「トラブルショー」

### 朗読
- A×A produce Reading Live vol.8「さくら〜あこがれへの想い〜」
- クロスゲート朗読Live
  - 「長月戯譚〜秋の昼間の物語」
  - 「宵話vol.3〜KUJO’s Night〜」
- スタジオインパルス「リーディングシアターnext」
- Vプロジェクト・ホリーホック リーディングライブ「Flowers」
- まめお工房「リーディングライブVol.1」

### MC
- 東京国際フォーラム「丸の内キッズジャンボリー2014」
- 東京都下水道局「みんなの下水道 出前授業」
- 日比谷barカクテルコンペティション

### モデル
- アコ・ブランス・ジャパン「オートフィードシュレッダ」
- ピップ「スリムウォーク はじけるジェル」
- NHK放送技術研究所「技研公開2016」

### ダンス公演
- ASTA MINI CONCERTタップダンスLIVE
- 劇団アッカパッラメント座 第4回公演